# Miroslavské Knínice
Miroslavské Knínice (in tedesco Deutsch Knönitz) è un comune della Repubblica Ceca facente parte del distretto di Znojmo, in Moravia Meridionale.